# Poecilochorema complexum
Poecilochorema complexum är en nattsländeart som först beskrevs av Jacquemart 1965.  Poecilochorema complexum ingår i släktet Poecilochorema och familjen Hydrobiosidae. Inga underarter finns listade i Catalogue of Life.